# Келлер, Капюсин
Капюсин Келлер (или Келле, фр. Capucine Keller; род. 1984, Марсель) — французская певица (сопрано), исполнительница старинной музыки.

## Биография
Училась музыке в Женеве у Каролины Рийе, Даниэль Борст и Андриенны Штайнбрюхель (диплом по музыковедению и истории религий), затем окончила Высшую школу музыки в Лозанне (класс Брижитт Баллей), получив диплом бакалавра (2010), а впоследствии магистра.
Выступала в операх и кантатах Монтеверди (Коронация Поппеи), Пёрселла (Дидона и Эней), Кавалли (Любовь Аполлона и Дафны, Дориклея), Оффенбаха (Орфей в аду) и др. Концертировала с различными европейскими ансамблями барочной музыки — Cappella Mediterranea, Ensemble Clematis и др. Участница различных европейских музыкальных фестивалей, где её появление было встречено сочувственными отзывами критики, отмечавшей присущие ей «свежесть молодости, чистый и внятный голос, ярко выраженный драматический темперамент»
В 2010 записала диск мадригалов испанского барочного композитора Матео Ромеро (фирма Ричеркар).
7 марта 2012 года с участием Келлер в сопровождении Лозаннского камерного оркестра состоялась премьера детской монооперы Робера Клерка Алиса (по мотивам Льюиса Кэрролла).
Живёт в Швейцарии.